# 미녀 삼총사: 맥시멈 스피드
《미녀 삼총사: 맥시멈 스피드》(영어: Charlie's Angels: Full Throttle 찰리의 천사들: 풀스로틀[*])는 2003년 미국의 액션 코미디 영화로, 《미녀 삼총사》(2000)의 속편이다. 전편에 이어 맥지 감독이 연출을 맡았으며, 캐머런 디애즈, 드루 배리모어, 루시 류, 크리스핀 글러버, 맷 르블랑 등 전편의 출연진에 버니 맥, 데미 무어, 저스틴 서룩스, 호드리구 산토루 등이 새롭게 출연했다. 또 원작 TV 드라마의 주연 재클린 스미스가 원작과 같은 역할로 출연했다.

## 줄거리
몽골 도적단에 붙잡힌 카터 보안관을 성공적으로 구출해낸 나탈리, 알렉스, 딜런 삼총사는, 그 다음으로 법무부의 증인 보호 프로그램 일명 '헤일로(H.A.L.O.; Hidden Alias List Operation)'가 담긴 한 쌍의 티타늄 반지를 되찾아오는 임무를 받게 된다. 삼총사는 먼저 법무부 직원과 증인이 살해된 현장을 조사해서 범인이 서퍼임을 알아내고, 흔적을 좇아 해수욕장에서 그 정체를 킬러 에머스로 확정한다. 이 과정에서 삼총사는 선대 '천사' 요원이었던 매디슨과도 만난다. 에머스를 뒤쫓아 오토바이 경주에 참석하게 되면서 에머스의 다음 목표였던 맥스 소년을 구하지만, 에머스는 또 다른 킬러 '말라깽이'에게 살해되어 버린다. 에머스의 목표 리스트에서 '헬렌 재스'라는 이름이 등장하는데, 이는 바로 딜런의 본명이었다.
딜런은 과거 셰이머스라는 남자친구를 사귀었는데, 실은 그는 아일랜드계 범죄 조직 오그레이디파의 수장이었으며 그의 살인 현장을 목격하고 만다. 딜런은 셰이머스를 고발하여 감옥에 보냈고, 증인 보호 프로그램을 거쳐 현재에 이르렀다. 그러나 셰이머스는 누군가의 사주로 최근에 출소하였으며 딜런에게 복수를 다짐하고 있었다. 삼총사는 우선 '말라깽이'가 어릴 적 있었던 수도원에 가서 그의 성장 배경을 조사한다. 그 다음으로 샌피드로에 있는 셰이머스 갱단의 아지트에 잠입하여, 헤일로 반지를 손에 넣는 데 성공한다. 셰이머스가 부하들을 이끌고 막아서지만 삼총사는 능숙하게 빠져 나온다. 그러나 딜런은 복수심에 불타 자신의 친구들을 다 죽이겠다는 셰이머스에게 공포심을 갖게 된다.
임무를 완수하고 나탈리는 새신랑 피트와의 신혼 생활을 만끽한다. 그리고 알렉스는 영화배우인 남자친구 제이슨의 실수로 아버지에게 자신의 진짜 직업이 알려진다. 한편 딜런은 친구들을 지키기 위해 '천사'를 떠났다가, 멕시코에서 선대 '천사'였던 켈리 개릿의 환영을 보고 깨달음을 얻고 되돌아온다. 카터 보안관이 반지를 회수하러 돌아왔을 때, 삼총사는 분명 고문 후유증으로 갈비뼈를 다쳤다던 그가 멀쩡한 것을 보고 의심을 품게 된다. 보즐리의 도움을 얻어 카터를 뒤쫓은 끝에 그는 누군가의 사주로 움직이며 마피아 세력들을 불러모으려는 것을 알게 된다. 카터는 갑자기 살해되고, 삼총사는 모든 것을 사주한 인물이 바로 선대 천사 매디슨이었음을 알게 된다. 매디슨은 과거 임무에서 동료들과 떨어져 홀로 남겨진 뒤 큰 상처를 입었고, 이로 인해 '천사'와 상사인 찰리를 배신하기로 한 것이었다.
오그레이디파를 포함한 마피아 세력은 할리우드 명예의 거리에 있는 극장 옥상에 모이기로 되어 있었다. 삼총사는 변장을 통해 접선 장소를 속임으로써 이들을 함정에 빠뜨린다. 그러고는 매디슨과 맞서는데, 여기에 변장을 눈치채고 셰이머스가 끼어들어 난장판이 된다. 나탈리가 매디슨과 싸우고, 딜런은 셰이머스에게 죽을 뻔하지만 '말라깽이'가 그녀를 구해준다. '말라깽이'는 셰이머스에게 죽고, 딜런이 셰이머스를 떨어뜨려 죽인다. 삼총사는 도주하던 매디슨을 쫓아 폐쇄된 극장에 도착하고 매디슨은 삼총사의 협공에 극장 지하로 떨어져 폭발에 휘말린다.
사건이 끝나고 보즐리는 고아인 맥스를 입양하고 나탈리는 피트에게 강아지를 키우자는 고백을 받는다. 삼총사는 제이슨의 새 영화 시사회에서 승리를 즐긴다.

## 출연진
- 캐머런 디애즈 - 나탈리 쿡
- 드루 배리모어 - 딜런 샌더스
- 루시 류 - 알렉스 먼데이
- 버니 맥 - 지미 보즐리
- 존 포사이드 - 찰리 타운젠드
- 데미 무어 - 매디슨 리
- 저스틴 서룩스 - 셰이머스 오그레이디
- 호드리구 산토루 - 랜디 에머스
- 크리스핀 글러버/잭 셰이다(아역) - 말라깽이
- 샤이아 러버프 - 맥스 페트로니
- 맷 르블랑 - 제이슨 기번스
- 루크 윌슨 - 피터 코민스키
- 로버트 패트릭 - 레이 카터 보안관
- 존 클리스 - 먼데이 아빠
- 자네 뒤부아 - 마마 보즐리
- 재클린 스미스 - 켈리 개릿
- 로버트 포스터 - 로저 윅슨
- 에릭 보고전 - 앨런 콜필드
- 토미 플래너건 - 아일랜드 깡패

### 카메오
- 브루스 윌리스 - 윌리엄 로즈 베일리
- 핑크 - 콜 볼 MC
- 푸시캣 돌스
- 올슨 자매 - 미래의 천사들
- 캐리 피셔 - 마더 슈피리어
- 크리스 폰티우스 - 아일랜드 갱
- 이브
- 에드 로버트슨 - 보안관
- 셜리 헨더슨 - 시몬 러브
- 벨러 카로이 - 체육관 코치
- 앤드루 윌슨
- 멀리사 매카시

## 한국판 성우진(SBS) (2005년 12월 24일)
- 정미숙 - 나탈리(카메론 디아즈)
- 이선 - 딜런(드류 배리모어)
- 김서영 - 알렉스(루시 리우)
- 강희선 - 매디슨(데미 무어)
- 이철용 - 보슬리(버니 맥)
- 이완호 - 찰리(존 포사이드)
- 성완경 - 시머스(저스틴 서룩스)
- 오인성 - 카터(로버트 패트릭)
- 최원형 - 제이슨(맷 르블랑)
- 최한 - 피트(루크 윌슨)
- 안정현 - 원장 수녀(캐리 피셔)
- 엄상현 - 맥스(샤이아 러버프)
- 이주연 - 보슬리 엄마(자네 뒤부아)
- 홍희숙 - 켈리(재클린 스미스)